# Silvia Farina Elia
Silvia Farina Elia (Milánó, 1972. április 27. –) olasz teniszezőnő. 1988-ban kezdte profi pályafutását, három egyéni és kilenc páros WTA-tornát nyert meg. Legjobb világranglistán elért helyezése tizenegyedik volt, ezt 2002 májusában érte el.

## Eredményei Grand Slam-tornákon

### Egyéniben
| Torna           | 2005   | 2004   | 2003   | 2002   | 2001   | 2000   | 1999   | 1998   | 1997   | 1996   | 1995   | 1994   | 1993   | 1992   | 1991   |
| --------------- | ------ | ------ | ------ | ------ | ------ | ------ | ------ | ------ | ------ | ------ | ------ | ------ | ------ | ------ | ------ |
| Australian Open | 4. kör | 4. kör | 2. kör | 3. kör | 3. kör | -      | 1. kör | 1. kör | 3. kör | 2. kör | 2. kör | 1. kör | -      | -      | -      |
| Roland Garros   | 3. kör | 2. kör | 3. kör | 4. kör | 4. kör | 3. kör | 3. kör | 3. kör | 3. kör | 2. kör | 1. kör | 2. kör | -      | 1. kör | 1. kör |
| Wimbledon       | 3. kör | 4. kör | 1/4D   | 3. kör | 3. kör | 1. kör | 2. kör | 1. kör | 1. kör | 1. kör | 2. kör | 1. kör | 2. kör | 1. kör | -      |
| U.S. Open       | 1. kör | 3. kör | 2. kör | 4. kör | 1. kör | 1. kör | 2. kör | 3. kör | 2. kör | 1. kör | 1. kör | 2. kör | 1. kör | -      | 1. kör |

## Év végi világranglista-helyezései
| Év       | 1988 | 1989 | 1990 | 1991 | 1992 | 1993 | 1994 | 1995 | 1996 | 1997 | 1998 | 1999 | 2000 | 2001 | 2002 | 2003 | 2004 |
| Helyezés | 438. | 165. | 192. | 68.  | 167. | 85.  | 52.  | 53.  | 40.  | 43.  | 19.  | 26.  | 63.  | 14.  | 17.  | 24.  | 20.  |